# グワーハーティー
グワーハーティー（アッサム語: গুৱাহাটী, アッサム語発音: /guwaɦati/; ヒンディー語: गुवाहाटी, ヒンディー語発音: [ɡʊ.ʋäː.ɦäː.ʈiː]; 英語: Guwahati）は、インド東北部のアッサム州の都市である。
アッサム州の中央部のカームループ都市圏県（旧カームループ県より分離）にある。「ガウハティ」や「ゴウハティ」とも表記するが、英語表記からの誤読から生まれたものである。

## 地理
2011年現在の人口は約96万人。地形としては街の西側をブラマプトラ川が流れている。

## 歴史
街の遺跡などから、4世紀には人々が集まって暮らしていたとされる。7世紀に玄奘三蔵が訪問している。カーマルーパ王国の都のプラジョティーシュプラのあった場所である。